# Gymnangium mammillatum
Gymnangium mammillatum är en nässeldjursart som först beskrevs av John Fraser 1943.  Gymnangium mammillatum ingår i släktet Gymnangium och familjen Aglaopheniidae. Inga underarter finns listade i Catalogue of Life.